# Under Defeat
Under Defeat is een arcade shoot-em-up-spel ontwikkeld door G.rev. Het spel kwam voor het eerst uit op 30 oktober 2005 voor het Sega NAOMI arcadesysteembord, en een aantal maanden later in Japan voor de Sega Dreamcast op 23 maart 2006.

## Spel
Het spel vindt plaats in een alternatieve werkelijkheid gebaseerd op de Tweede Wereldoorlog, waarin de speler in een controversiële draai Duits sprekende karakters bestuurt, met uniformen die gelijkenis hebben met die van de nazi SS. Deze spelers vechten onder de vlag van "The Empire" tegen de Engels sprekende vijand, genaamd "The Union". De wapens en tanks komen overeen met die van de geallieerden, of bijvoorbeeld in het tweede veld de imperialistische Japanse gevechtsschepen. Het spel kwam vrij laat uit in de geschiedenis van de Dreamcast, maar verkocht beter dan verwacht.
De speler krijgt besturing over een helikopter die beperkt gedraaid kan worden, net zoals in het spel Zero Gunner 2. Het spel zelf is vrij traditioneel en heeft een sterke overeenkomst met oudere Toaplan-spellen, zoals Twin Cobra. Under Defeat heeft 3D beeld met een licht schuin perspectief om het spel wat meer diepte te geven.

### Remaster
Op 27 oktober 2011 maakte G.rev bekend dat een geremasterde versie als Under Defeat HD werd uitgebracht voor de PlayStation 3 en Xbox 360. Het spel is gepubliceerd door Rising Star Games op 25 januari 2013 in Europa. Een verbeterde versie van Under Defeat HD werd gemaakt voor het Sega Ring Edge 2 arcadesysteembord, genaamd Under Defeat HD+. Enkele van de verbeteringen zijn een horizontale orientatie, meer detail in het slagveld, en een New Order-modus waarin uit verschillende vliegtuigen kan worden gekozen.

## Gameplay
De basis van het spel is eenvoudig in zowel ontwerp en uitvoering (machinegeweer en bommen), maar er zijn meerdere strategieën die gebruikt kunnen worden. Er zijn drie aanvalsmogelijkheden:
- Machinegeweer

Bij het ingedrukt houden van de X-knop wordt een continue stroom kogels afgevuurd. Dit is het primaire wapen gedurende het spel.
- Bommen

Begint elk leven met 3 en kan opgebouwd worden naar 6. Indrukken van de A-knop laat een schermverwoestende explosie achter die de meeste vijanden direct vernietigd. Dit wapen beschermt tegen vijandelijk vuur, maar niet van botsingen.
- Opties

De helikopter heeft 1 van 3 mogelijke assisterende wapens tijdens het spelverloop. Deze geven extra vuurkracht en afhankelijk van gebruik op het juiste tijdsmoment kan dit de moeilijkheidsgraad van het veld beïnvloeden.
De helikopter kan in acht richtingen bewegen, maar de snelheid hangt af van de scrollsnelheid van het speelveld.
De beste eigenschap, hoewel niet in verband met de gameplay zelf, zijn de meerdere beeldstanden. Het indrukken van de R-knop wisselt tussen vier beeldstanden, waarvan een het hele beeld 90 graden naar rechts draait. Hiermee wordt het gehele zichtbare veld gebruikt, zonder de twee karakters aan de zijkant van het beeld. Dit betekent echter wel dat het beeldscherm op de zijkant gedraaid moet worden, net zoals in een arcadespel.

### Wapenopties
Deze opties, achtergelaten door bepaalde vijanden of wanneer de speler vernietigd wordt, geven drie extra mogelijke aanvallen. Deze blijven op het scherm totdat ze opgepakt worden met de helikopter. Elke optie heeft kleurcodering en veranderd elke vijf seconden zodat er gewisseld kan worden. Deze opties richten niet altijd op het doel waarop momenteel gevuurd wordt.
- Vulcan Machinegeweer (geel) - Hetzelfde als het machinegeweer van de helikopter. Het zwakste wapen in termen van kracht, maar het snelste in herladen.
- Kanon (groen) - Acht matig krachtige salvo's worden eens per seconde afgevuurd, waarmee de meeste kleine en middelgrote tanks en helikopters worden uitgeschakeld. De herlaadtijd is gemiddeld.
- Raketgranaat (blauw) - Een enkel krachtig schot die vrijwel alle vijanden direct uitschakelt in het veld, naast omgevingsschade. Deze is met name geschikt voor eindbazen, maar de herlaadtijd is traag.

Elke optie valt een aantal keer aan, voordat deze opgeladen moet worden. Wanneer de balk groen is valt de optie aan, totdat deze geheel rood is. Er zal dan gewacht moeten worden met vuren om de balk weer groen te krijgen.

## Velden
De actie vindt plaats in vijf verschillende velden (1-1 t/m 1-5). Nadat het spel beëindigd is, kunnen vijf nieuwe velden geselecteerd worden (2-1 t/m 2-5). Dit zijn praktisch de gespiegelde versies van de oorspronkelijke velden, met enkele kleine verschillen, zoals andere weersomstandigheden in level 4.
- Bridgehead

Dit eerste veld vindt plaats in een bos, waar militaire vijanden hun basis hebben gevestigd en eindigt in een confrontatie met een gevechtshelikopter.
- Battleship

In dit veld vinden gevechten plaats op zee en eindigt met de vernietiging van een zwaar bewapend oorlogsschip.
- Frontline

Dit is een slagveld vol met vijanden waar de speler levend uit moet zien te komen, ten slotte een strijd met een gevechtsvliegtuig in een canyon.
- Fortress

Dit veld vindt plaats in een vijandelijk militair fort uitgerust met zware defensieve middelen en voertuigen. Het gevecht resulteert in een confrontatie met een toren uitgerust met een krachtige projectiestraal.
- Graveyard

Een stad verwoest en overspoeld door vijandelijke voertuigen zorgt voor een ultiem theatraal gebied. Een experimentele ultra-krachtige oorlogsmachine zal de laatste vijand zijn.

## Versies
- Standaard versie

Deze versie bevat alleen het spel op GD-ROM (Dreamcast) of dvd.
- Gelimiteerde versie

Het spel met alternatieve cover en een soundtrack cd met gearrangeerde nummers.
- Sega Direct versie

Het spel met een Dreamcast-versie van de soundtrack-cd, een poster en een sticker.
Tijdens de release werd Under Defeat genoemd als het laatste Dreamcast spel, zowel op de website als op de achterkant van de verpakking. Letterlijk stond er "dit spel markeert het einde van de Dreamcast." Er was enige discussie of deze interpretatie correct is. Het Italiaanse Milestone, ontwikkelaar van spellen als Radirgy en Chaos Field, stelde dat zij door gaan met ontwikkelen voor de Dreamcast en hebben Sega hiervoor benaderd dat dit mogelijk bleef.
Eind februari 2007 bracht de Japanse spelontwikkelaar Warashi de arcadeshooter Triggerheart Exelica uit voor de Dreamcast in zowel een standaard als gelimiteerde versie. Ten slotte kwam Karous uit op 8 maart 2007. Daarmee zijn deze spellen tot op heden de laatste officiële titels voor de Dreamcast.

## Muziek
De muziek van het spel werd gecomponeerd door Shinji Hosoe en verscheen op 13 januari 2006. De gelimiteerde Dreamcast- en Sega Direct-versies zijn verpakt met een muziek-cd.
| Soundtrack                         | Tijd |
| ---------------------------------- | ---- |
| 1. Dispatch preparations (select)  | 0:59 |
| 2. Can't come back? (stage1)       | 3:48 |
| 3. Death valley (boss1)            | 1:32 |
| 4. Toward a mistake (stage2)       | 5:33 |
| 5. Blue wall (boss2)               | 2:01 |
| 6. Way back that was shut (stage3) | 3:10 |
| 7. Farthest wasteland (boss3)      | 1:23 |
| 8. Rest of the shade (result)      | 0:49 |
| 9. Storm of fine weather (stage4)  | 4:25 |
| 10. Distance of jet black (boss4)  | 1:48 |
| 11. Tears which died (stage5)      | 3:57 |
| 12. Huge dead end (boss5)          | 2:28 |
| 13. To the far-off sky (ending)    | 1:21 |
| 14. Disappears (gameover)          | 0:13 |
| 15. Delusion that lived (unused)   | 1:08 |

| Uitgebreide tracks               | Tijd |
| -------------------------------- | ---- |
| 1. Can't come back               | 5:17 |
| 2. Toward a mistake              | 5:08 |
| 3. Way back that was shut        | 4:35 |
| 4. Storm of fine weather         | 5:44 |
| 5. Tears which died              | 6:07 |
| 6. Can't come back (Arrange)     | 3:51 |
| 7. Toward a mistake (Arrange)    | 3:42 |
| 8. Under Defeat medley mix       | 3:32 |
| 9. Tears which died (Arrange)    | 4:19 |
| 10. Huge dead end (Arrange)      | 4:14 |
| 11. To the far off sky (Arrange) | 4:55 |

De Europese Under Defeat HD "Deluxe Edition" en de Japanse "Limited Edition" komen met één soundtrack-cd.
| Soundtrack                   | Tijd |
| ---------------------------- | ---- |
| 1. Don't look back!          | 3:52 |
| 2. Go on a mission           | 4:21 |
| 3. The way that bring an end | 4:52 |
| 4. Beyond the snowstorm      | 5:15 |
| 5. Never say die             | 3:54 |
| 6. Tears in their eyes       | 3:25 |